# FC Krîlia Sovetov Samara
Krîlia Sovetov Samara (în rusă: Профессиональный футбольный клуб "Крылья Советов" Самара) este un club de fotbal din Samara, Rusia, care evoluează în Prima Ligă Rusă.

## Istorie
FC Krîlia Sovetov Samara a fost fondat în 1942.
Primul meci jucat a fost în Cupa URSS-ului. Meciul s-a ținut pe data de  30 iulie 1944. În 16-imi, Krîlia Sovetov a pierdut cu Lokomotiv Moscova 1-5.
Primul lor joc în Campionatul URSS-ului (liga secundă) a fost pe 4 iunie 1945 în Kuibîșev stadionul Lokomotiv împotriva echipei Torpedo din Gorki. Meciul s-a terminat egal, scor 1-1.
Pe 21 aprilie 1946 în Alma-Ata a jucat primul meci în prima divizie a URSS-ului, meci jucat cu  Zenit Leningrad (1-2).
Krîlia Sovetov a participat în 48 de campionate ale URSS-ului și 13 Campionate ale Rusiei, dar și în 43 de Cupe ale URSS-ului și 13 Cupe ale Rusiei.
În anul 1953 echipa a împrumutat numele de Zenit.
Pe 6 iulie 2002 Krilia Sovetov a jucat pentru prima dată într-o competiție europeana, în runda secundă din Cupa UEFA Intertoto. Ei au câștigat meciul cu FC Dinaburg (Daugavpils, Letonia) jucat pe Stadionul Metallurg și câștigat cu 3-0. Golurile au fost înscrise de Andrei Karyaka, Robertas Poškus, și Rogério Gaúcho. În 2005 echipa a jucat în Cupa UEFA 2005-2006 și au înfrânt echipa BATE Borisov în a doua rundă de calificări (2-0, 2-0), dar următoarea rundă au pierdut cu cei de la AZ Alkmaar (5-3, 1-3).
În 2009 ei au fost eliminați din Europa League în a 3-a rundă de calificări de cei de la St Patrick's Athletic.

## Realizări
- Cel mai bun loc ocupat în Campionatul URSS-ului: locul 4 (1951)
- Cel mai bun loc ocupat în Campionatul Rusiei: locul 3 (2004)
- Finaliști ai Cupei URSS-ului (1953, 1964)
- Finaliști ai Cupei Rusiei (2003, 2004)

## Loturl actual
La 26 august 2015.
| Nr. |          | Poziție | Jucător                                        |
| --- | -------- | ------- | ---------------------------------------------- |
| 1   | Rusia    | P       | Miroslav Lobantsev (on loan from FC Lokomotiv) |
| 2   | Belarus  | M       | Stanislaw Drahun                               |
| 3   | Rusia    | F       | Dmitri Yatchenko                               |
| 4   | Rusia    | F       | Ivan Taranov                                   |
| 5   | Rusia    | M       | Georgi Gabulov                                 |
| 6   | Brazilia | F       | Nadson                                         |
| 7   | Franța   | M       | Yohan Mollo (on loan from Saint-Étienne)       |
| 8   | Belarus  | A       | Sergei Kornilenko                              |
| 9   | Finlanda | A       | Berat Sadik                                    |
| 10  | Rusia    | M       | Alan Chochiyev                                 |
| 11  | Rusia    | M       | Emin Makhmudov                                 |

| Nr. |                    | Poziție | Jucător                                   |
| --- | ------------------ | ------- | ----------------------------------------- |
| 13  | Rusia              | P       | Yevgeni Konyukhov                         |
| 15  | Rusia              | F       | Ibragim Tsallagov                         |
| 16  | Belgia             | F       | Jeroen Simaeys                            |
| 18  | Macedonia de Nord  | A       | Adis Jahović                              |
| 19  | Trinidad și Tobago | F       | Sheldon Bateau (on loan from KV Mechelen) |
| 20  | Rusia              | M       | Aleksei Pomerko                           |
| 27  | Coasta de Fildeș   | M       | Junior Ahissan                            |
| 40  | Rusia              | F       | Sergei Bozhin                             |
| 45  | Rusia              | F       | Aleksei Kontsedalov                       |
| 77  | Rusia              | M       | Igor Gorbatenko                           |
| 90  | Rusia              | F       | Taras Burlak (on loan from FC Rubin)      |

## Jucători Notabili
Jucătorii care au numele scris cu bold și-au reprezentat țara în timp ce jucau pentru Krilia Sovetov.
|  | URSS/Rusia - Galimzyan Khusainov - Konstantin Krizhevsky - Evgeny Lovchev - Mykola Pavlov - Vladimir Sakharov - Vasili Zhupikov - Aleksandr Borodyuk - Andrei Kanchelskis - Vasili Kulkov - Omari Tetradze - Roman Adamov - Aleksandr Anyukov - Aleksei Arifullin - Anton Bober - Viktor Bulatov - Yevgeni Bushmanov - Andrei Chichkin - Vyacheslav Dayev - Maksim Demenko - Sergei Ignashevich - Andrei Karyaka - Yevgeni Kharlachyov - Denis Kolodin - Ramiz Mamedov - Vladislav Radimov - Roman Shishkin - Andrei Solomatin - Andrey Tikhonov Foste țări URSS - Garnik Avalyan - Karen Dokhoyan | - Karapet Mikaelyan - Arthur Mkrtchyan - Tigran Petrosyan - Vital Bulyha - Alyaksandr Chayka - Andrey Hlebasolaw - Timofei Kalachev - Denis Kovba - Aliaksandr Oreshnikov - Uladzimir Shuneyka - Aleksey Skvernyuk - Davit Gvaramadze - Gela Inalishvili - Davit Mujiri - Zurab Popkhadze - Giorgi Revazishvili - Nerijus Barasa - Andrius Jokšas - Robertas Poškus - Robertas Ringys - Vasile Coșelev - Stanislav Ivanov - Andriy Husin - Oleksandr Kyryukhin - Yuriy Sak - Serhiy Shmatovalenko - Bakhtiyor Ashurmatov - Sergei Andreyev - Marat Bikmoev - Sergey Lushan - Aleksei Poliakov - Mirjalol Qosimov - Andrei Rezantsev | Europa - Marko Topić - Jiří Jarošík - Jan Koller - Cosmin Bărcăuan - Florin Costin Șoavă - Ognjen Koroman - Vuk Rašović - Suad Filekovič - Catanha America de Sud - Roni - Souza - Eduardo Lobos - Raúl Muñoz - Juan Carlos Escobar - Carlos Quintero Africa - Benoît Angbwa - Serge Branco - Baba Adamu - Laryea Kingston - Patrick Ovie - Duke Udi - Matthew Booth - Chaswe Nsofwa Asia - Choe Myong-Ho - Oh Beom-Seok |

## Recordurile Clubului

### Cele mai multe meciuri pentru Krylia Sovetov
1. Ravil Aryapov: 362
2. Valeryan Panfilov: 359
3. Aleksandr Kupriyanov: 328
4. Gennadi Sakharov / Boris Valkov: 299
5. Ravil Valiyev: 290
6. Aleksandr Tsygankov: 279
7. Viktor Karpov: 268
8. Gennadi Platonov: 247
9. Anatoli Blokhin: 242
10. Yevgeni Maiorov: 233
11. Boris Kazakov: 224
12. Sergei Marushko / Ivan Shiryayev: 228
13. Nikolai Martynov: 220
14. Alfred Fyodorov: 219
15. Denis Kovba: 215
16. Anatoli Fetisov / Dinar Sharipov: 211
17. Viktor Gaus: 209

### Cele mai multe goluri pentru Krylia Sovetov
1. Ravil Aryapov: 105
2. Boris Kazakov: 76
3. Anatoli Kazakov: 72
4. Aleksandr Kupriyanov: 59
5. Vladimir Korolyov: 57
6. Aleksandr Gulevsky / Ravil Valiyev: 51
7. Andrei Karyaka: 49
8. Viktor Razveyev: 46
9. Viktor Voroshilov: 44
10. Vladimir Filippov / Sergei Krayev: 41
11. Aleksandr Babanov / Valeryan Panfilov: 40
12. Rustyam Fakhrutdinov / Dmitri Sinyakov / Anatoli Zhukov: 33
13. Viktor Karpov / Vadim Redkin: 32
14. Garnik Avalyan / Viktor Filippov: 28

## Antrenori
- 1945-1946 Viktor Novikov
- 1947-1952  Aleksandr Abramov
- 1953-1954 Piotr Burmistrov
- 1954-1957 Viaceslav Soloviov
- 1958-1960 Aleksandr Abramov
- 1961-1969 Viktor Karpov
- 1969 Nikolai Glebov
- 1970-1971 Vsevolod Blinkov
- 1972 Ghenadi Sarîcev
- 1973-1977 Viktor Kirsh
- 1978 Aleksandr Gulevski
- 1979 Viktor Kirsh
- 1980 Alfred Fiodorov
- 1981 Boris Strelțov
- 1981-1985 Ghenadi Sarîcev
- 1986-1988 Viktor Lukașenko
- 1989-1993 Viktor Antihovici
- 1994 Valeri Bogdanov
- 1994 Anatoli Kikin
- 1994-1998 Aleksandr Averianov
- 1999-2003 Aleksandr Tarhanov
- 2003-2006 Gadji Gadjiev
- 2006 Vladimir Kuhlevski
- 2006 Gadji Gadjiev
- 2007 Sergei Oborin
- 2007 Aleksandr Tarhanov
- 2007-prezent Leonid Sluțki